# Al-Dżudajda (As-Safira)
Al-Dżudajda – wieś w Syrii, w muhafazie Aleppo, w dystrykcie As-Safira. W 2004 roku liczyła 458 mieszkańców.